# أرييل لافي
أرييل لافي (بالإنجليزية: Ariel Levy)‏ هي صحفية وكاتِبة أمريكية، ولدت في 17 أكتوبر 1974 في لارتشمونت في الولايات المتحدة.

## وصلات خارجية
- أرييل لافي على موقع IMDb (الإنجليزية)